# Theobroma bernouillii
Theobroma bernouillii är en malvaväxtart. Theobroma bernouillii ingår i släktet Theobroma och familjen malvaväxter.

## Underarter
Arten delas in i följande underarter:
- T. b. asclepiadiflorum
- T. b. bernouillii
- T. b. capilliferum